# Samen bij De Boeg
Samen bij De Boeg is een huizenhoge muurschildering op het gebouw Hoofdweg 495 te Amsterdam-West.

## ALgemeen
Bij de bebouwing van het Bos en Lommerplein voor het GAK-gebouw werd rond 1992 het verzorgingscentrum De Boeg gebouwd. Het kreeg een adres aan de Hoofdweg. Aan de noordelijke gevel kwam een bijna geheel blinde muur, vermoedelijk in afwachting van verdere bebouwing. Toen er daadwerkelijk op die plek gebouwd ging worden, het is dan 2009, werd niet geopteerd voor het bouwen tegen De Boeg aan, maar pas na een open ruimte, die toegang biedt tot het Bos en Lommerplantsoen. Die blinde gevel werd in het kader van het opfleuren van de buurt in 2022 voorzien van een muurschildering.

## Schildering
Het ontwerp van de muurschildering is afkomstig van Richard Kofi, die in de jaren daarvoor stadstekenaar was.  De schildering werd gezet in het kader van het project Muren van West. Er werden daarbij muurschilderingen gezet aan de Bos en Lommerweg (Reinaert de vos, vier aan de Wiltzanghlaan (Tijgervrouwen, Eenheid in diversiteit, Stamboom en Four peas in a pod), een aan de Hoofdweg (Samen bij De Boeg), Het toverbos aan De Rijpstraat van Peim van der Sloot (zomer 2022) en een aan de Sara Burgerhartstraat (herfst 2022) (gegevens november 2022). 
De muurschilderingen moesten verhalen uit de buurt weergeven. Kofi maakte zijn ontwerp op basis van de verhalen van de bewoners van De Boeg en gebruikers van het Huis in de Buurt, dat in hetzelfde gebouw gevestigd is, aldus Het Parool. Met de schildering wilden de ouderen in deze buurt meer gezicht geven; hij is van mening dat ouderen een steeds groter deel van de bevolking vormen, maar onvoldoende zichtbaar zijn. Kofi kon zijn schildering niet zelf plaatsen; hij heeft last van hoogtevrees en de schildering loopt tot 24 meter hoogte op. Kenmerkend voor het werk van Kofi is arcering, hier terug te vinden in de kleding van de afgebeelde mensen. De tekening wordt afgesloten door een “alziend oog”, dat staat voor overleden familieleden of vrienden van de bewoners, die toch een oogje in het zeil houden. De tekening werd 13 juli 2022 onthuld.  
De schildering werd (mede-)gefinancierd door het Amsterdamse Fonds voor de Kunst.